# Dr. Livesey (La isla del tesoro de 1988)
El Doctor Livesey (en ruso: Доктор Ливси) es un personaje secundario de la adaptación cinematográfica soviética de 1986 y 1988 La isla del tesoro, producida por el estudio de cine de animación soviético Kievnauchfilm y basada en la novela homónima de Robert Louis Stevenson entre el 15 de septiembre de 1986 y el 24 de octubre de 1988. Su voz es interpretada por el actor soviético Evgeniy Papernyy en ruso y por Steve Bulen en el doblaje en inglés. Su papel principal a lo largo de la película es diagnosticar las condiciones de salud del otro personaje, así como ayudar a Jim Hawkins y Squire Trelawney en su búsqueda del tesoro del Capitán Flint. Livesey es reconocido principalmente por su sonrisa, optimismo y risa contagiosa que se convirtió en el tema de un meme de Internet en la década de 2020, especialmente en 2022.

## Características y creación
En la película, su ficha de personaje proporciona un breve "dossier" del personaje, afirmando: "El Dr. Livesey es una persona muy buena y alegre. El carácter es sociable. No casado".
Según Russia Beyond, el Dr. Livesey se presenta en la caricatura como un "tipo realmente divertido", ya que siempre se muestra riendo, incluso mientras examina a sus pacientes con una amplia sonrisa (independientemente de su estado de salud). También derrota a sus oponentes con facilidad juguetona, ya que Livesey es capaz de luchar con espadas y disparar con una llave de chispa. Elegante y siempre vestido con una peluca blanca, el Dr. Livesey desempeña un papel clave en la obtención del tesoro del Capitán Flint y ayuda a Jim Hawkins a escapar de los vengativos piratas liderados por John Silver el Largo.
En una entrevista, el actor de voz ruso de Livesey, Evgeniy Papernyy, declaró que su amigo, el dramaturgo Leonid Slutsky, sirvió como prototipo para la voz del personaje. Papernyy parodió la voz de Slutsky y el animador David Cherkassky aprobó la dirección de Papernyy de la voz de Livesey. En comparación, su contraparte novedosa es más seria y cautelosa, fuma una pipa y no es un defensor de un estilo de vida saludable.

## Biografía del personaje
El Doctor aparece por primera vez en el Admiral Benbow Inn. Allí, asiste al inconsciente Billy Bones, que ha sufrido un derrame cerebral. Antes de esto, Bones ya confiaba en el médico, por lo que recomendó a Jim Hawkins que "saltara al médico" en caso de emergencia. Poco después de su llegada, Livesey le advierte alegremente a Bones que deje su adicción al ron o de lo contrario se encontraría con su destino. Bones no presta atención al consejo del médico y finalmente perece, lo que lleva a Jim a dirigirse a Livesey.
Al llegar a la mansión de Squire Trelawney, Jim informa al doctor y a Trelawney sobre el mapa que encontró entre las posesiones de Bones. Al examinarlo, el Dr. Livesey, en su habitual estilo alegre, informa a sus compañeros que el mapa perteneció anteriormente al Capitán Flint, y muestra la ubicación del tesoro enterrado de Flint. Trelawny aprovecha esta oportunidad y proclama que inmediatamente comenzará a "reclutar a la mejor tripulación de Gran Bretaña" y a organizar una expedición para encontrarla.
Más tarde, cuando Jim se entera de la traición de la tripulación de la Hispaniola liderada por John Silver el Largo, les cuenta a sus compatriotas sobre el plan de rebelión de Silver. Livesey y los demás logran, a pesar del fuego de artillería, escabullirse del barco tomado por los piratas y trasladarse a la isla. Jim y su tripulación ocupan el fuerte y se dirigen a la defensa de la posición. Durante la ausencia de Jim, quien se fue a buscar el tesoro en la isla, Livesey, Trelawney y el Capitán Smollett roban un bote de remos para refugiarse en una fortaleza abandonada donde ganarían en un tiroteo contra los piratas de Silver después de que Trelawney los engaña para que caigan de un acantilado.
Después de que Jim es capturado por Silver después de escabullirse a bordo de su barco, Silver revela que Livesey y Ben Gunn ya le habían dado el mapa del tesoro (sin saber que Ben Gunn había encontrado el tesoro y lo había desenterrado durante sus años solo en la isla). Más tarde, cuando los piratas van en busca del tesoro de acuerdo con el mapa, Livesey y el resto de la tripulación de Smollett preparan una trampa y rodean a los piratas desconcertados. Livesey hace que los piratas supervivientes caigan muertos explicando con su habitual estilo alegre las repercusiones de su constante fumar. Después de cargar el tesoro en el barco, regresa a Inglaterra con los demás.

## Recepción
El actor de voz ruso de Livesey, Evgeniy Papernyy, habló sobre la popularidad del Dr. Livesey:
El Dr. Livesey es una sonrisa de 33 dientes y, en general, un optimista, un hombre a hombre. Era notable por la brillantez del personaje que [el animador] Cherkassky creó. <… > Gracias a Dios que esto está pasando. Esta imagen se ha convertido en un meme, porque lleva tal suministro de energía, energía y optimismo que, Dios no lo quiera, si se convierte en un símbolo de un personaje masculino.
Gracias a su encantadora sonrisa, optimismo y risa contagiosa, el Dr. Livesey ha sido visto a menudo como un modelo de masculinidad e incluso un símbolo sexual en Occidente. Russia Beyond le dio al Dr. Livesey el apodo de "Gigachad de la era soviética". Según Aroged.com, el Dr. Livesey está "pasando de ser un solitario melancólico a convertirse en enérgico, sonriente, audaz y seguro de sí mismo".

El autor de ciencia ficción Serguéi Lukiánenko, que era fan del Dr. Livesey, explicó la popularidad del personaje de la siguiente manera:
El Dr. Livesey es un personaje muy pintoresco que está pidiendo memes, estas o aquellas fotos con todas sus líneas. Simplemente una adaptación muy exitosa del libro, convirtiéndolo en una comedia, por supuesto, completamente fuera de línea con el original, pero un personaje muy divertido, divertido. Además, en algún momento, esta imagen resulta ser muy demandada, lo que corresponde al estado de ánimo de las personas y su espíritu. Comienza a vivir una nueva vida. A veces sucede.

## Popularidad y memes de internet
La adaptación cinematográfica de 1988 del Dr. Livesey ganó particular popularidad entre 1986 y 1988. El público en general encontró al personaje particularmente memorable con sus características a lo largo de toda la caricatura, con sus sonrisas y risas contagiosas. En Rusia, la popularidad del personaje se promocionó en VKontakte "Memes on Treasure Island for every day". El personaje también se convirtió en un meme popular de Internet a lo largo de la década de 2020 en varias encarnaciones, aunque los primeros ejemplos pueden remontarse a 2018.

### Dr. Livesey's Laughter (2020)
En 2020, apareció un cartel desmotivador con la imagen del Dr. Livesey con la leyenda "Ahahahahah" comenzó a extenderse por toda la Runet. La onomatopeya de la poderosa risa del personaje se convirtió en un meme de Internet y en una referencia a la adaptación soviética de La isla del tesoro.

### The Light and Dark Sides of Dr. Livesey (2021)
Un nuevo meme que involucra al Dr. Livesey mostró un retrato oscurecido de su tarjeta de personaje de la película que se estrenó en 2021. Inicialmente, esta variante no fue tan popular, ya que solo ganó notoriedad en los sitios de memes.
A finales de julio de 2021, una variante de dos paneles que funcionaba de forma similar al meme Mr. Incredible Becomes Uncanny que debutó unos meses antes creció exponencialmente a mediados de septiembre en sitios como MDK. Con el tiempo, el meme "Dark Livesey" se convirtió en su meme independiente con algunas variantes, incluida su propia tradición e historias. Alrededor de este tiempo, los videos del meme se distribuyeron principalmente a través de TikTok y VKontakte. Los usuarios han apodado a esta variante de Livesey como "It", el organizador de la "Masacre de Bristol" y otros nombres similares.

### Dr. Livesey Phonk Walk (2022)
En julio de 2022, se publicó en TikTok un breve extracto de la película junto con la canción "Why Not" del músico ruso de drift phonk Ghostface Playa, que se tituló "Doctor Livesey walking", que posteriormente se hizo viral. El video fue publicado por el usuario de TikTok weirdyunus y ha recibido más de 4.5 millones de visitas en el sitio. En el clip, el Dr. Livesey proclama la frase: "La palabra 'ron' y la palabra 'muerte' significan lo mismo para ti". Luego pasa a Jim Hawkins, el Dr. Livesey y el Squire Trelawney entrando en la Posada Spyglass, moviéndose con cierto patetismo. El clip se convirtió en una plantilla para el meme "Dr. Livesey Phonk Walk". Después de ganar suficiente popularidad en TikTok, el meme obtuvo un aumento masivo de búsquedas en Google el 14 de agosto de 2022. El andar abiertamente seguro y la deslumbrante sonrisa del Dr. Livesey han generado cientos de nuevos memes. Las parodias del meme también comenzaron a usar personajes de diferentes propiedades intelectuales como Castlevania, Kirby y Doom. El nuevo meme con Livesey ganó suficiente notoriedad como para ser reportado en la cadena de televisión REN TV.
El físico fuerte, la confianza en sí mismo y el andar audaz de Livesey dieron comparaciones frecuentes con otro personaje meme del año conocido como el Gigachad. Con la naturaleza enérgica y alegre del Dr. Livesey, algunas personas vieron una versión mejorada del macho sigma, que era alguien que no necesitaba la aprobación de los demás.